# Râul Deluganul
Râul Deluganul este un afluent al râului Șaru. 